# Cal Llossaire
El Cal Llossaire, El Castell o la Casa del Manyo és un edifici del municipi de Vilanant (Alt Empordà) declarat bé cultural d'interès nacional. Es troba a la banda nord de l'església de Santa Maria.

## Descripció
S'hi pot veure una torre de planta circular, de diàmetre reduït, que té obertures que s'empraren com a espitlleres. Al seu costat de llevant hi incideix un tram de mur rectilini en el qual s'obre un portal d'arc de mig punt i de gran dovellatge. A la seva clau hi ha escut i la data 1561. A la part superior hi resten els merlets. L'aparell de preduscall, de terrissa i argamassa és idèntic a la torre i al mur.

## Història
L'any 1613 sabem que aquest edifici presentava algunes deficiències, ja que se sap que calgué fer-hi obres de reparació. Hi ha una escriptura del 1641 per la qual s'arrendaren per quatre anys el castell i les seves terres. Només es té constància d'una sola ocasió en què un baró del poble hagués habitat l'edifici. Va ser el 1700 quan Agustín López de Mendoza Pons i Salvà, que en aquells moments estava arruïnat, intentava subsistir demanat diners als vilanencs. L'any 1882 el castell ja havia perdut la seva funció original.